# 대한민국의 동굴 목록
대한민국은 지형학적으로 산이 국토에 차지하는 면적이 매우 큰 까닭으로 산악 지형의 한 특징인 동굴을 적지 않게 찾아 볼 수 있다. 한반도의 산맥 형성이 북쪽과 동쪽에서 남서쪽으로 펼쳐지고 있기 때문에 대부분의 동굴은 남한에서는 강원특별자치도에 밀집하여 있다. 그리고 화산에 의해 생긴 제주도에 역시 긴 동굴들을 찾아 볼 수 있다. 더군다나 몇몇 동굴들에서는 오늘날 한국의 선사시대의 유적이 발견되고 있다.

## 지역별 동굴
아래 목록은 대한민국의 동굴들을 지역별로 분류한 것이다. 그러나 이 목록에 기재되지 않은 동굴도 많으므로 정확하지 않다.

### 강원특별자치도
- 고씨동굴: 영월군
- 대야동굴
- 동대동굴
- 백룡동굴: 평창군
- 비룡동굴
- 비선동굴
- 서대동굴
- 연하동굴
- 옥계동굴: 강릉시
- 용연동굴
- 월둔동굴
- 용담동굴
- 저승동굴
- 초당동굴: 삼척시
- 화암동굴
- 활기동굴

### 제주특별자치도
- 만장동굴
- 김녕동굴
- 협재동굴
- 빌레못동굴
- 미천동굴
- 쌍용동굴
- 용천동굴

### 충청북도
- 고수동굴: 단양군
- 노동동굴: 단양군

### 전북특별자치도
- 천호동굴: 익산시
- 화순동굴: 익산시

## 선사시대 유적 동굴
- 빌레못 동굴: 제주도
- 화순동굴: 전라북도 익산시

## 같이 보기
- 조선민주주의인민공화국의 동굴 목록

| Disambiguation icon | 이 문서는 명칭이 같고 같은 종류에 속하는 여러 대상을 연결하는 색인 문서입니다. |